# دزوارمیجی وانک
دزوارمیجی وانک (ارمنی: եկեղեցի؛ انگلیسی: Dzoramiji Vank) یک صومعه متعلق به کلیسای حواری ارمنی واقع در شهر اودزون، استان لوری ارمنستان می‌باشد. ساخت و ساز این ساختمان در سده ۱۴ام میلادی؛ به پایان رسید. این بنا به سبک معماری ارمنی طراحی شده است.

## نگارخانه

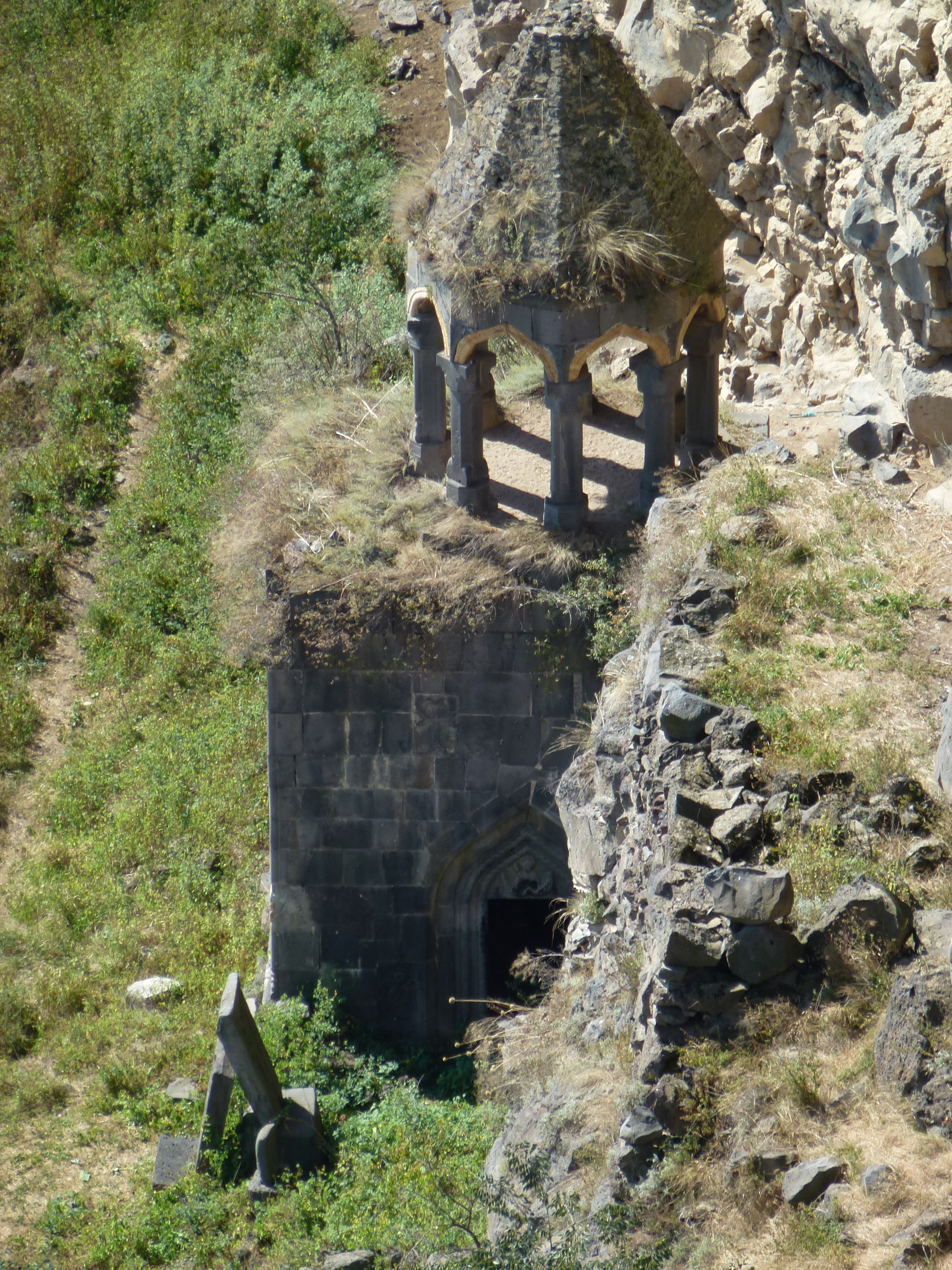
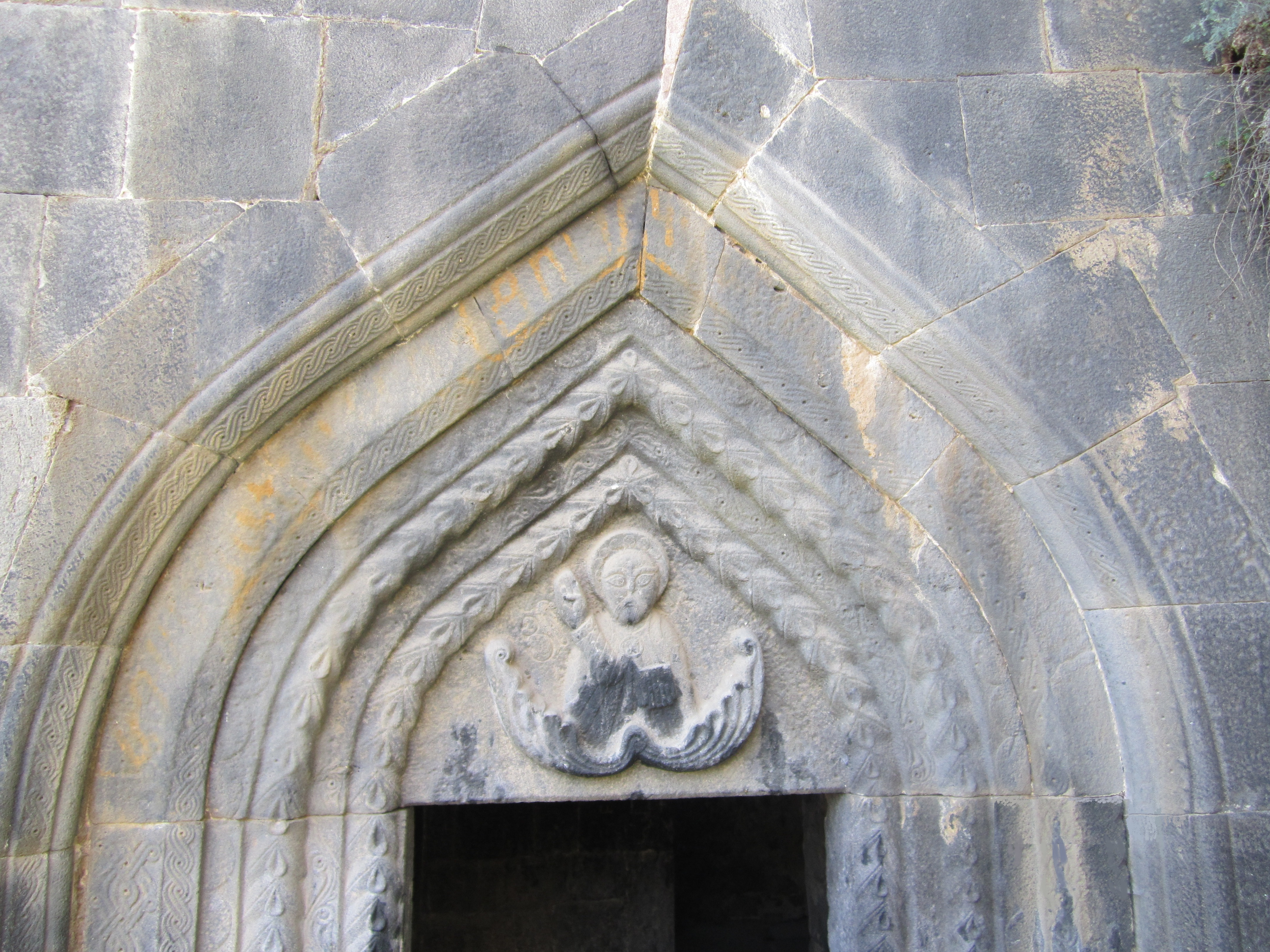
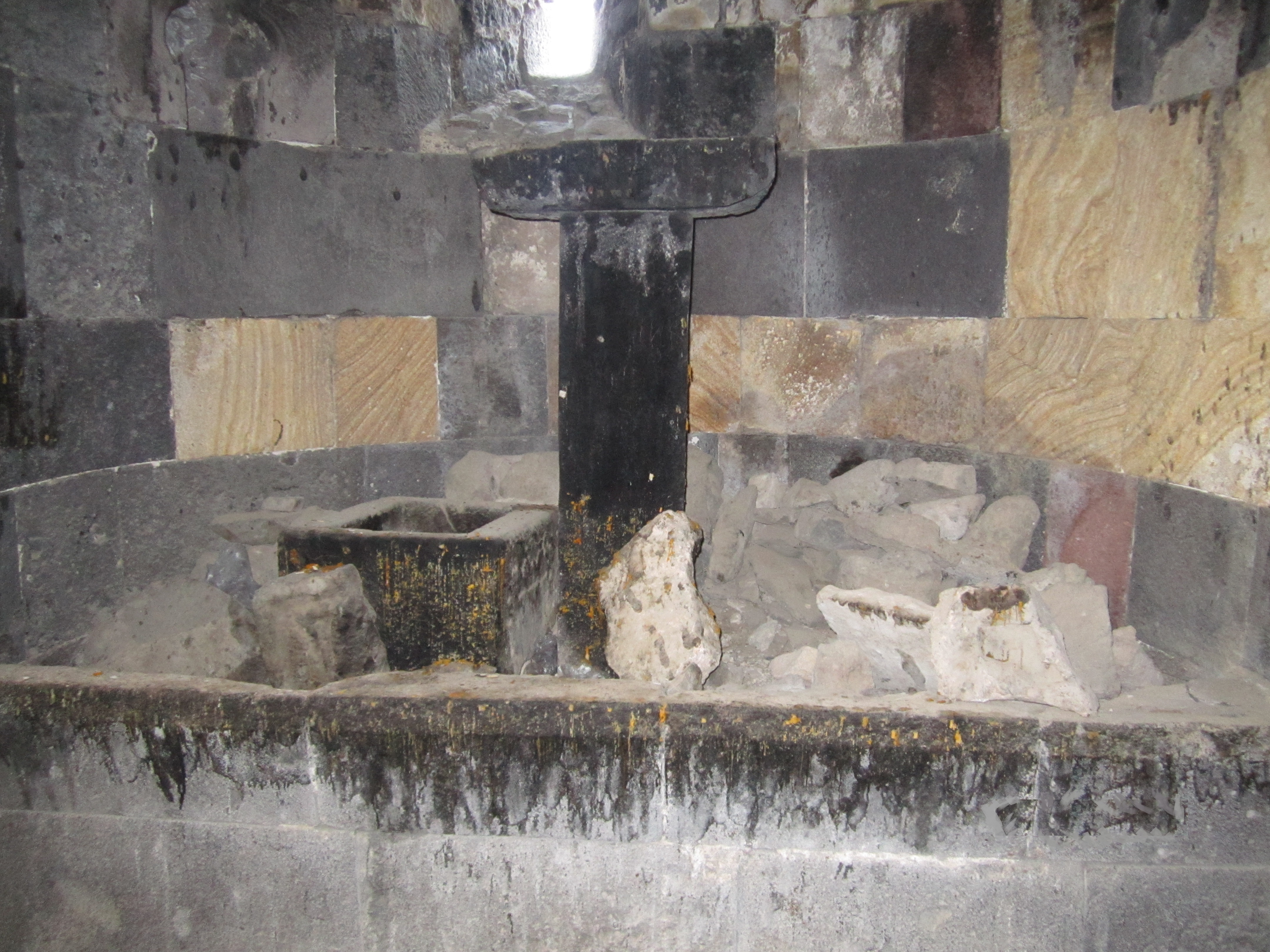
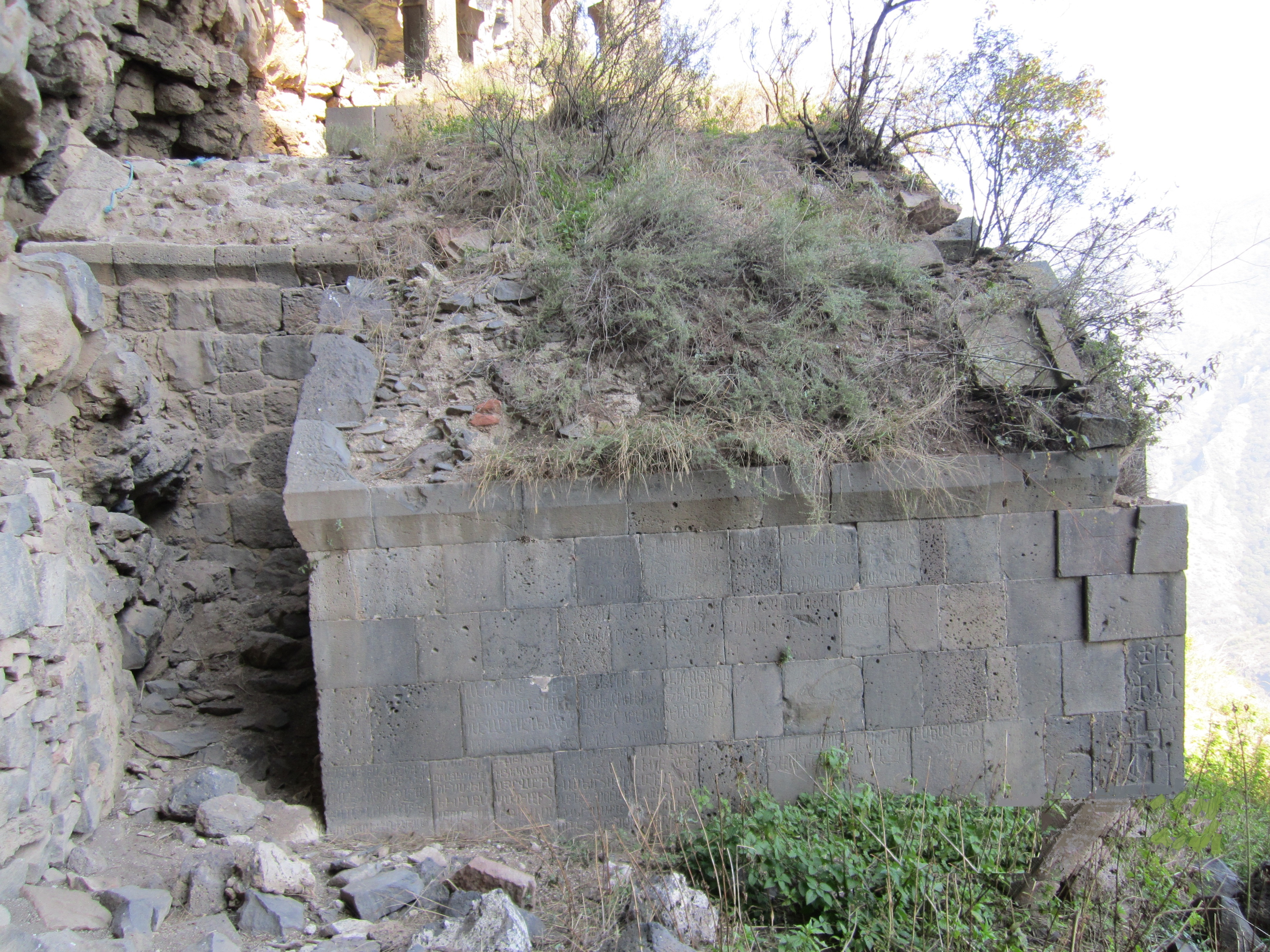
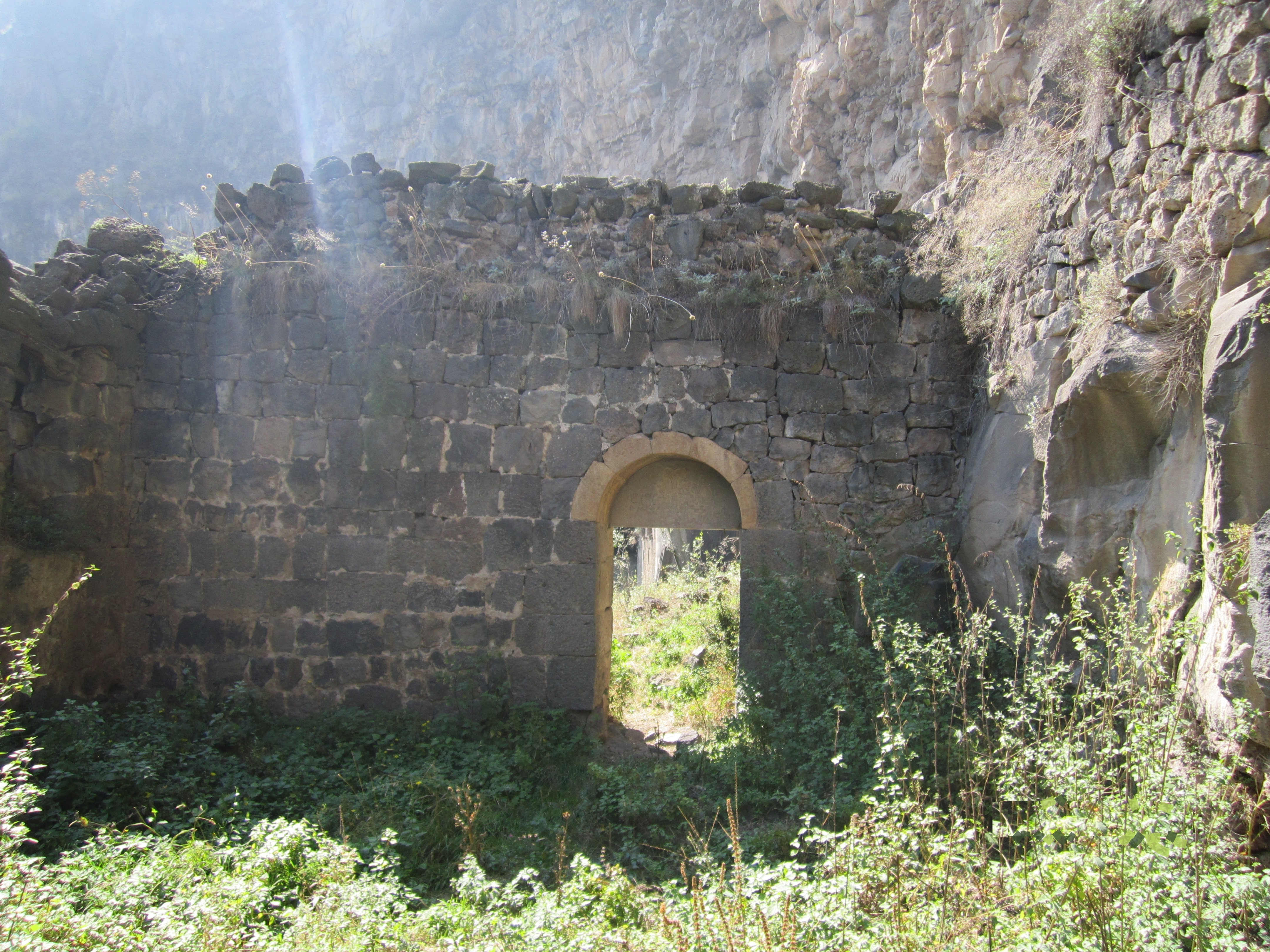